# Санкт-Георген-ам-Ленгзе

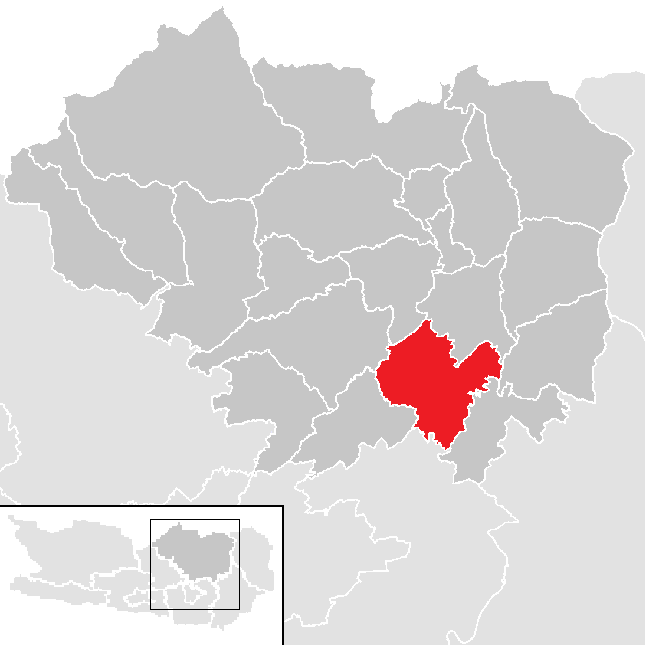
20523 —Санкт-Георген-ам-Ленгзе

Санкт-Георген-ам-Ленгзе (нем. Sankt Georgen am Längsee, официально — St. Georgen am Längsee) — община (нем. Gemeinde) в Австрии, в федеральной земле Каринтия. Входит в состав округа Санкт-Файт-ан-дер-Глан.  
Население составляет 3647 человек (на 1 января 2018 года). Занимает площадь 69,84 км². Официальный код — 2 05 23.

## Политическая ситуация

### Выборы—2003
Бургомистр общины — Конрад Зойниг (нем. Konrad Seunig, СДПА) по результатам выборов 2003 года.
Совет представителей общины (нем. Gemeinderat) состоит из 23 мест.
- СДПА занимает 12 мест.
- АПС занимает 6 мест.
- АНП занимает 5 мест.

## Фотогалерея

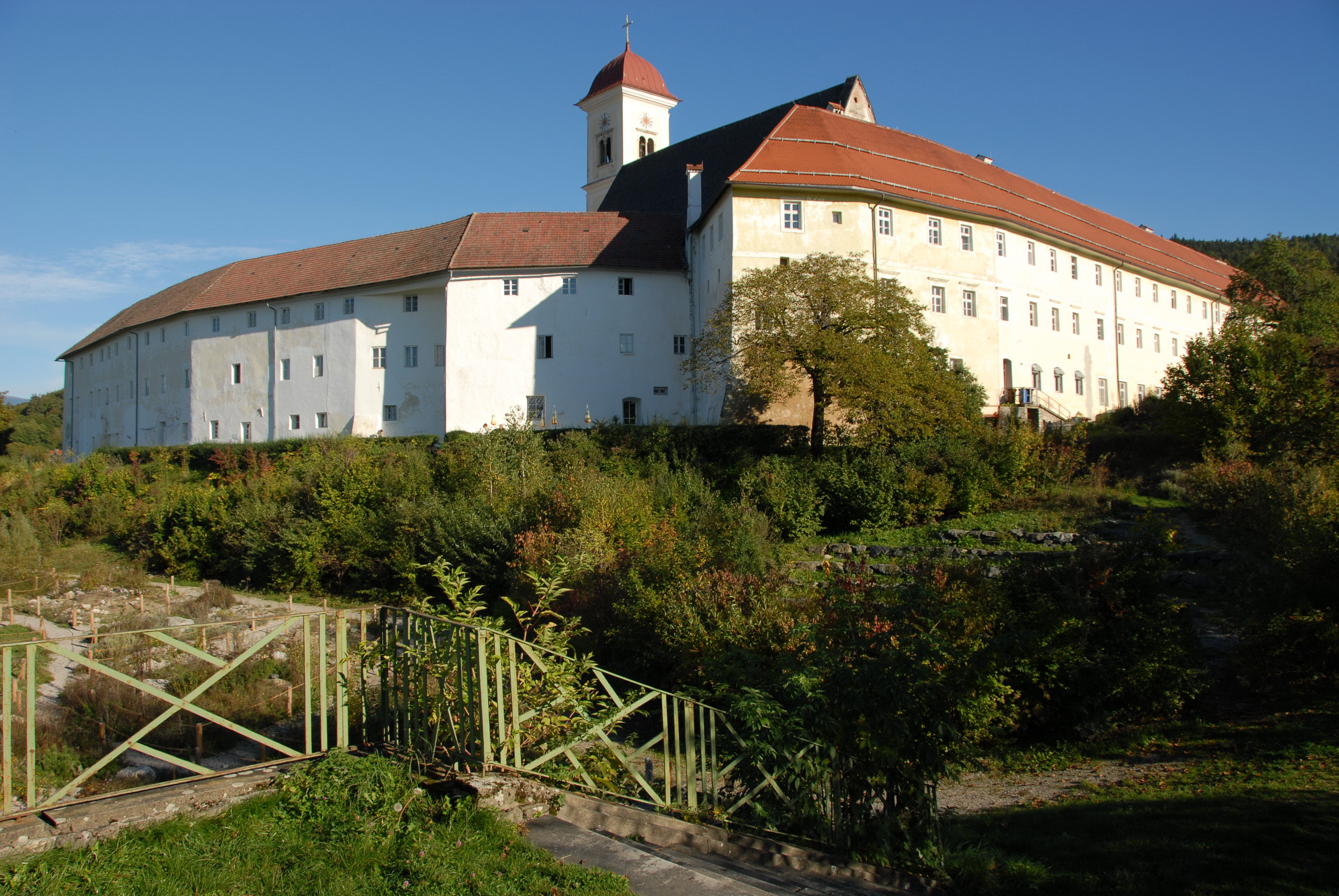
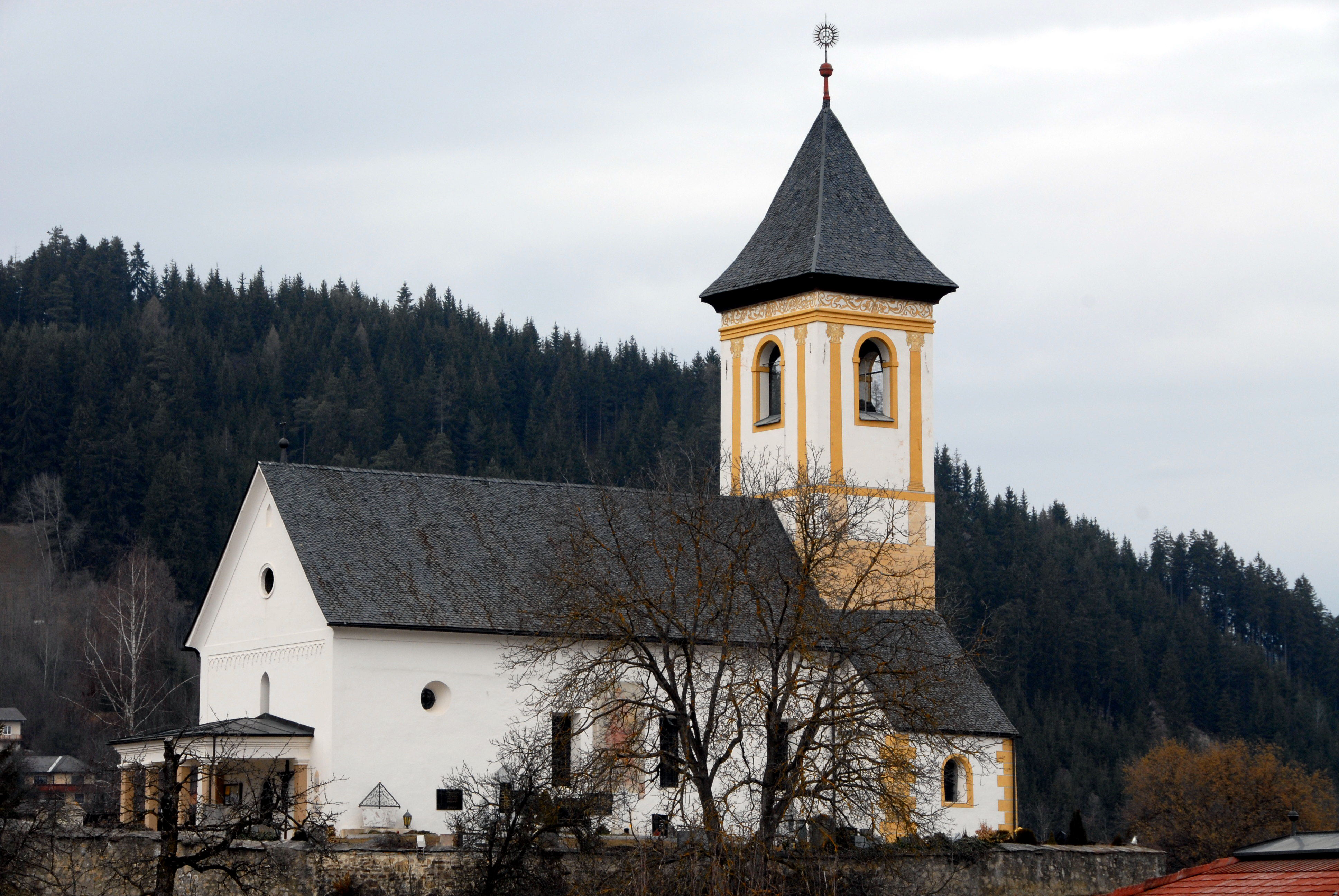
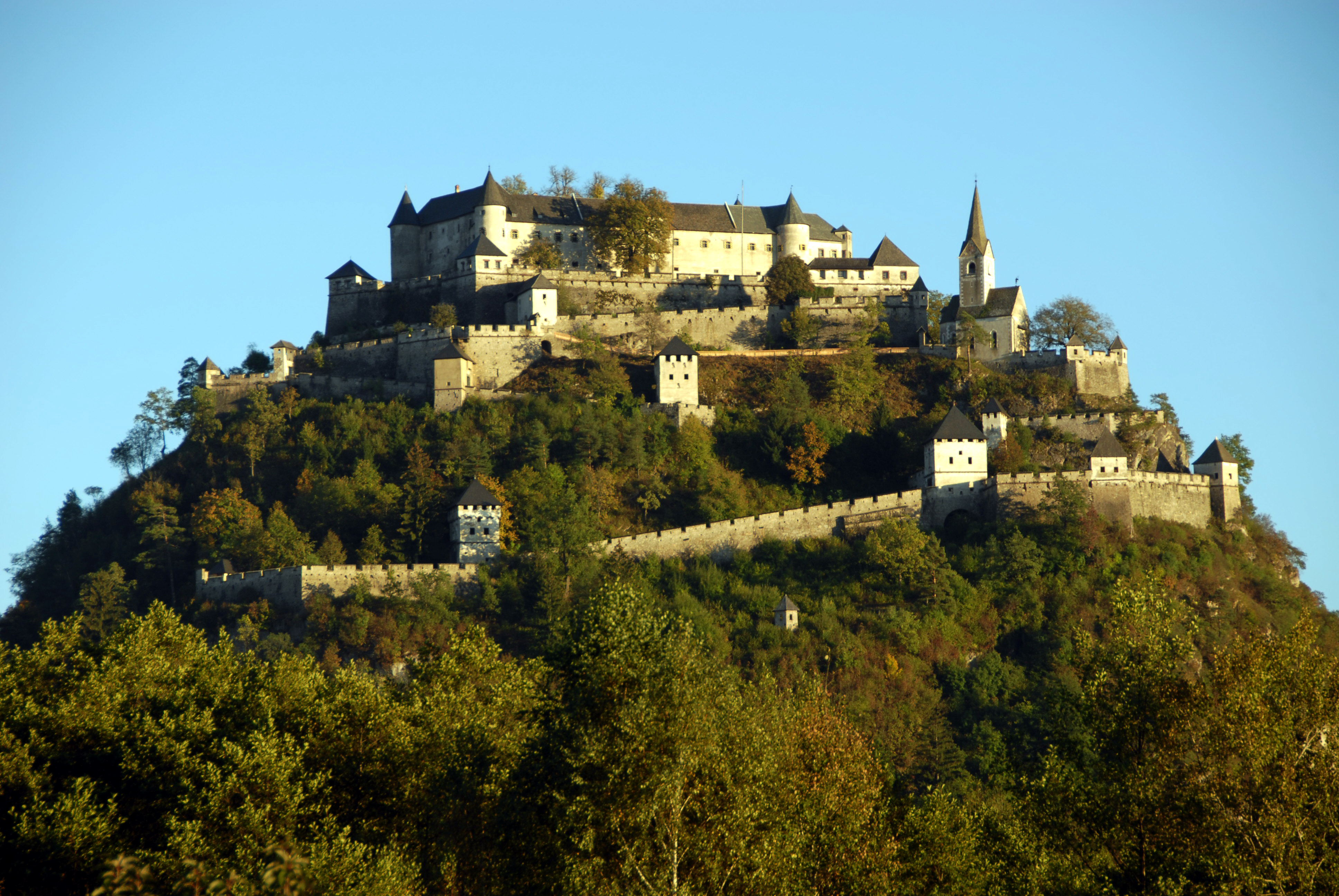
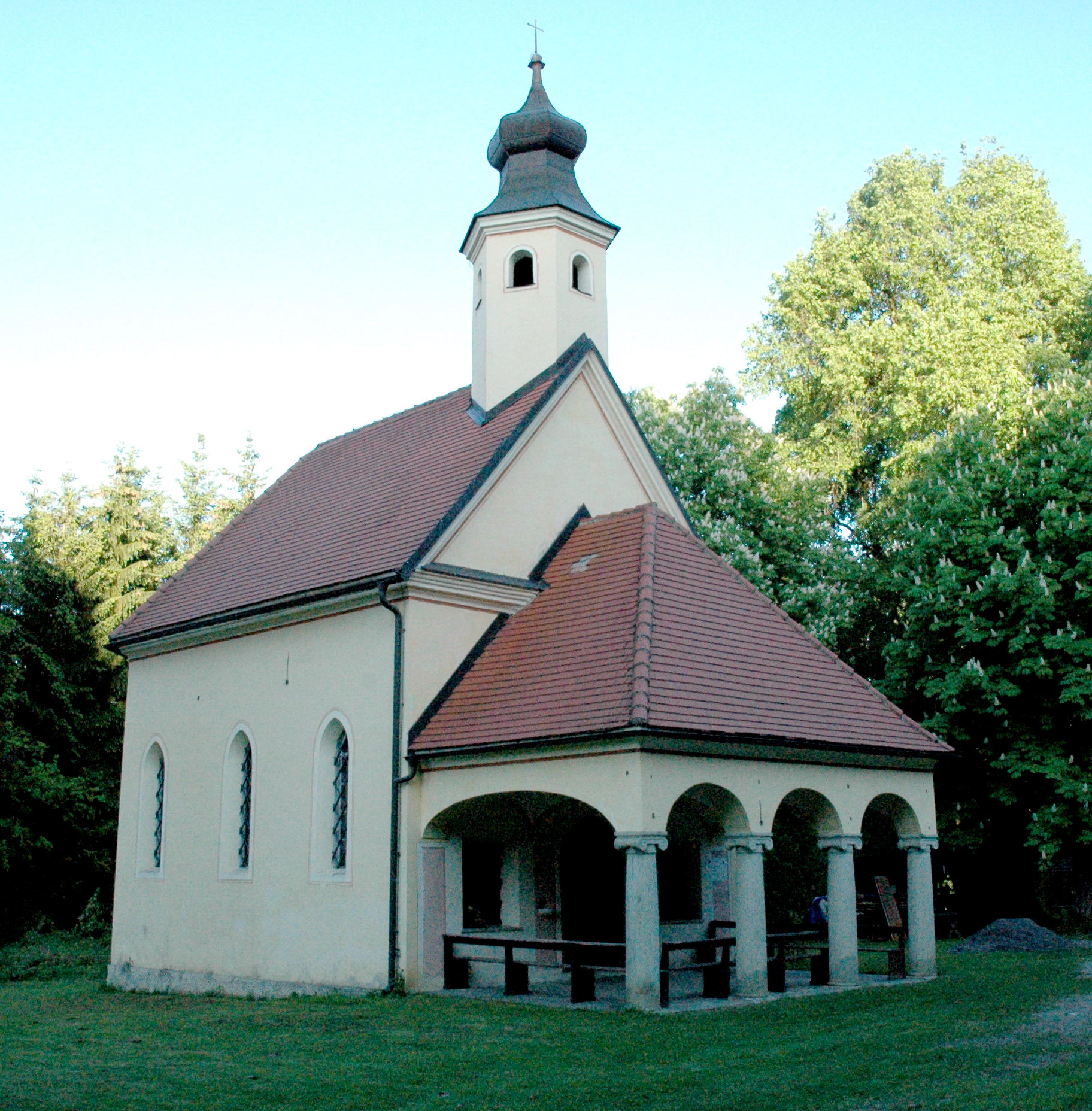

### Выборы—2015
Бургомистр общины — Конрад Зойниг (СДПА) по результатам выборов 2003 года.
Совет представителей общины (нем. Gemeinderat) состоит из 23 мест:
- СДПА занимает 11 мест;
- АПС занимает 6 мест;
- АНП занимает 5 мест;
- ERNST занимает 1 место.

## Внешние ссылки
- Официальная страница (нем.)